# روديس كوراليس
روديس ألبيرتو ريفيرا كوراليس (بالإسبانية: Rudis Corrales)‏ (مواليد 6 نوفمبر 1979 في سوسييداد) لاعب كرة قدم سلفادوري دولي يجيد اللعب في خط الهجوم . يلعب حاليا لصالح نادي أغويلا السلفادوري منذ 2004 .

## روابط خارجية
- روديس كوراليس على موقع الاتحاد الدولي (مؤرشف)  (الإنجليزية)
- روديس كوراليس على موقع قاعدة بيانات كرة القدم.إي يو (الإنجليزية)
- روديس كوراليس على موقع ناشيونال فوتبول تيمز (الإنجليزية)
- روديس كوراليس على موقع عالم كرة القدم.نت (الإنجليزية)
- روديس كوراليس على موقع كووورة